# Okres Opava

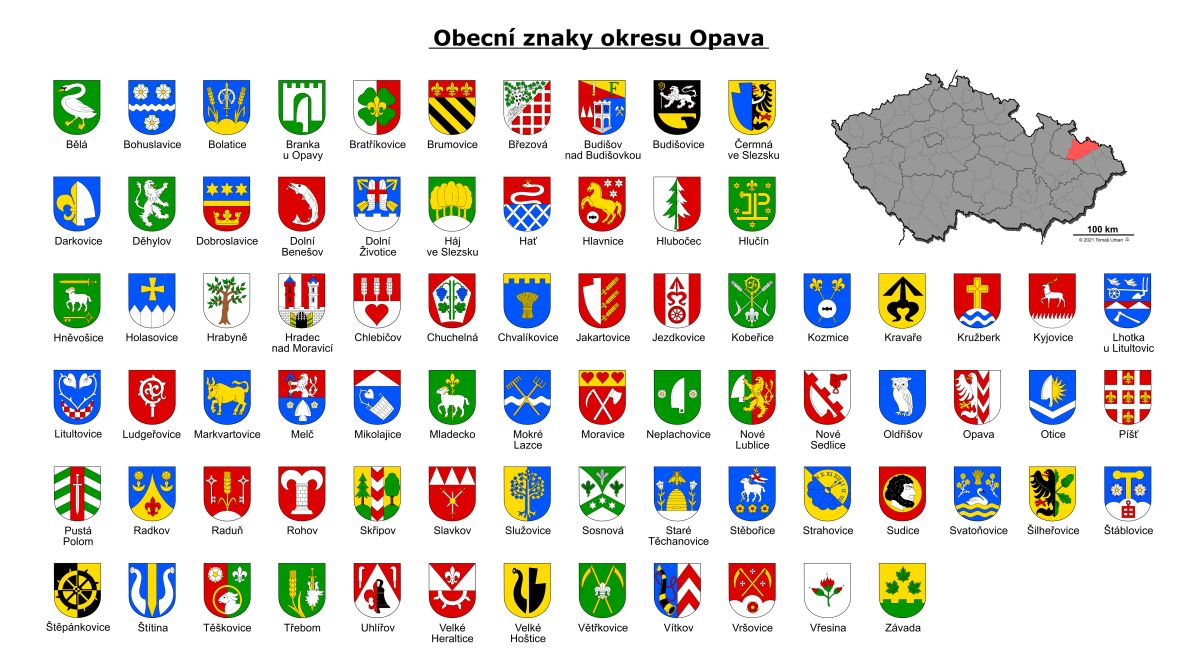
Přehled obecních znaků okresu Opava

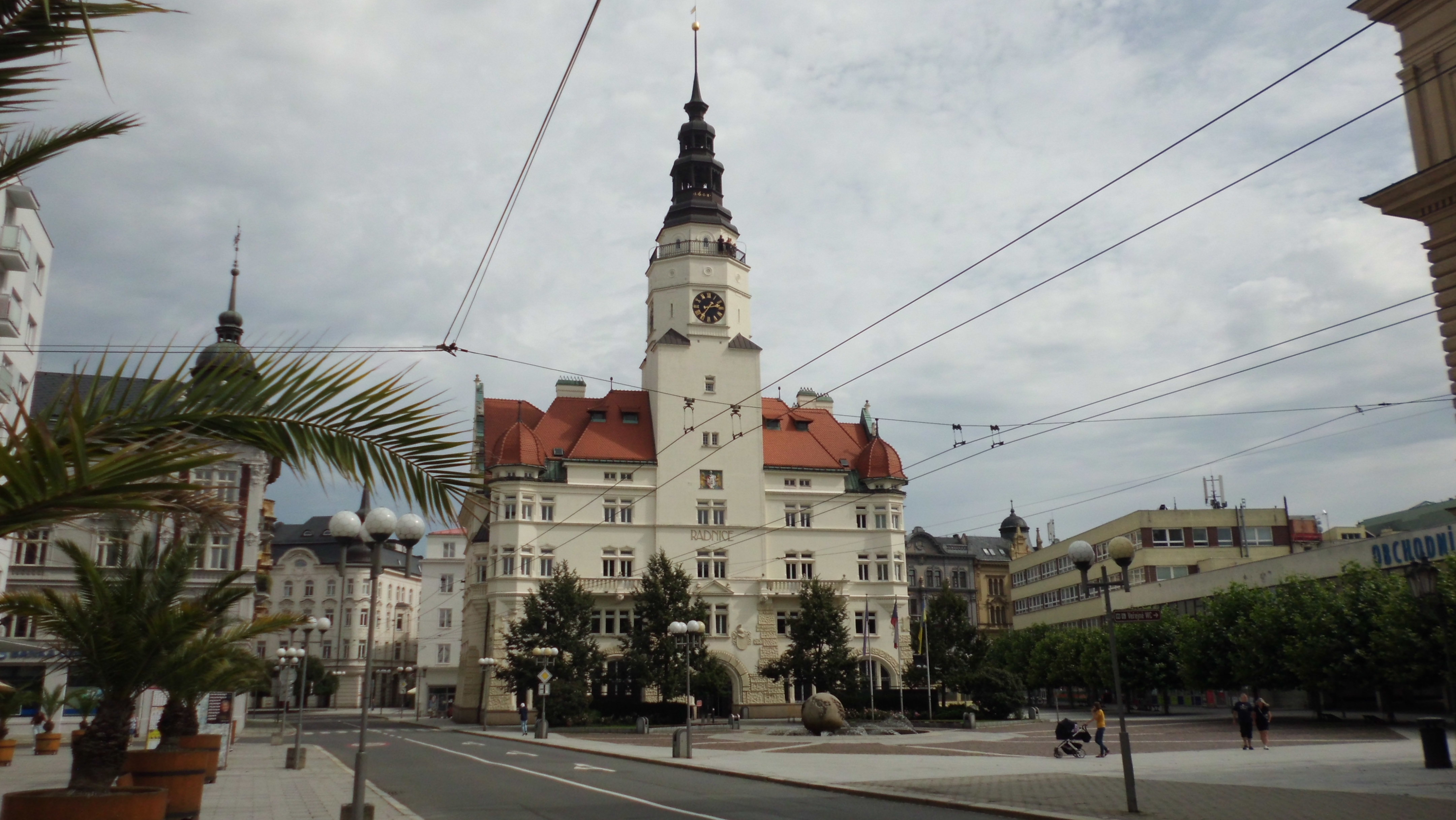
Centrum okresního města

Okres Opava je okres v Moravskoslezském kraji. Jeho dřívějším sídlem bylo město Opava.
Na západě sousedí s okresem Bruntál, na jihu s okresem Olomouc, který náleží k Olomouckému kraji. Na jižní straně dále přiléhá k okresu Nový Jičín, na východě k okresu Ostrava-město a v kratičkém úseku též k okresu Karviná. Ze severní strany je okres Opava vymezen státní hranicí s Polskem. Vyjma okresu Olomouc jsou všechny jmenované územní jednotky součástí Moravskoslezského kraje.
Okres Opava, jehož východní část zaujímá historické území tzv. Hlučínska, byl vytvořen z původních politických a soudních okresů Statutární město Opava, Opava-venkov, Hlučín, Vítkov a částí okresů Bílovec a Moravský Beroun. Nový okres Opava (nový myšleno po roce 1960) zahrnuje statutární město Opava (58 tis. obyvatel), dalšími městy jsou Hlučín (14 tis.), Kravaře (7 tis.), Vítkov (6 tis.), Hradec nad Moravicí (5 tis.), Dolní Benešov (4 tis.) a Budišov nad Budišovkou (3 tis. obyvatel).

## Struktura povrchu
K 31. prosinci 2003 měl okres celkovou plochu 1 126,12 km², z toho:
- 62,24 % zemědělských pozemků, které z 82,26 % tvoří orná půda (51,20 % rozlohy okresu)
- 37,76 % ostatní pozemky, z toho 73,42 % lesy (27,72 rozlohy okresu)

## Demografické údaje
Data k 30. červnu 2005:
| Popis          | Celkem  | Ženy           | Muži           |
| -------------- | ------- | -------------- | -------------- |
| počet obyvatel | 180 278 | 92 230 51,16 % | 88 048 48,84 % |
| průměrný věk   | 39,1    | 41,1           | 37,8           |

- hustota zalidnění: 160 ob./km²
- 55,46 % obyvatel žije ve městech

### Zaměstnanost
(2003)
| Počet obyvatel se stálým zaměstnáním | 38 329    |
| Průměrný plat                        | 18 373 Kč |
| Nezaměstnaných                       | 11 395    |
| Míra nezaměstnanosti                 | 12,15 %   |

### Školství
(2003)
| Druh školy                     | Počet škol |
| ------------------------------ | ---------- |
| Mateřské školy                 | 91         |
| Základní školy                 | 80         |
| Gymnázia                       | 4          |
| Střední školy průmyslové školy | 12         |
| Střední odborná učiliště       | 8          |
| Vyšší odborné školy            | 2          |
| Univerzity                     | 1          |

### Zdravotnictví
(2003)
| Lékaři                          | 559 |
| Nemocnice                       | 2   |
| Specializovaná léčebná zařízení | 5   |
| Zubní lékaři                    | 85  |
| Lékárny                         | 27  |

### Zdroj
- Český statistický úřad

## Doprava

### Silniční
Na území okresu zasahuje dálnice D1. Silnice I. třídy procházející okresem jsou I/11, I/46, I/56 a I/57.
Silnice II. třídy jsou II/442, II/443, II/452, II/460, II/461, II/462, II/463, II/464, II/465, II/466, II/467 a II/469.

### Železniční
Nejdůležitější tratí je Ostrava-Svinov – Opava východ, další důležitou tratí je trať Olomouc–Opava. Okresem také prochází vedlejší tratě Suchdol nad Odrou – Budišov nad Budišovkou, Opava východ – Svobodné Heřmanice, Opava východ – Hradec nad Moravicí, Opava východ – Hlučín a Kravaře ve Slezsku – Chuchelná.

## Územní členění

administrativní členění okresu

členění na ORP

Okres se dělí na 4 správní obvody obcí s rozšířenou působností, které jsou zároveň pověřenými obcemi
- Správní obvod obce s rozšířenou působností Hlučín
- Správní obvod obce s rozšířenou působností Kravaře
- Správní obvod obce s rozšířenou působností Opava
- Správní obvod obce s rozšířenou působností Vítkov

### Seznam obcí a jejich částí
Města jsou uvedena tučně, městyse kurzívou, části obcí malince.
Bělá •
Bohuslavice •
Bolatice (Borová) •
Branka u Opavy •
Bratříkovice •
Brumovice (Kolná • Pocheň • Pustý Mlýn • Skrochovice • Úblo) •
Březová (Gručovice • Jančí • Leskovec • Lesní Albrechtice) •
Budišov nad Budišovkou (Guntramovice • Podlesí • Staré Oldřůvky) •
Budišovice •
Čermná ve Slezsku •
Darkovice •
Děhylov •
Dobroslavice •
Dolní Benešov (Zábřeh) •
Dolní Životice (Hertice) •
Háj ve Slezsku (Chabičov • Jilešovice • Lhota • Smolkov) •
Hať •
Hlavnice •
Hlubočec •
Hlučín (Bobrovníky • Darkovičky) •
Hněvošice •
Holasovice (Kamenec • Loděnice • Štemplovec) •
Hrabyně (Josefovice) •
Hradec nad Moravicí (Benkovice • Bohučovice • Domoradovice • Filipovice • Jakubčovice • Kajlovec • Žimrovice) •
Chlebičov •
Chuchelná •
Chvalíkovice •
Jakartovice (Bohdanovice • Deštné • Hořejší Kunčice) •
Jezdkovice •
Kobeřice •
Kozmice •
Kravaře (Dvořisko • Kouty) •
Kružberk •
Kyjovice •
Lhotka u Litultovic •
Litultovice •
Ludgeřovice •
Markvartovice •
Melč •
Mikolajice •
Mladecko •
Mokré Lazce •
Moravice •
Neplachovice (Zadky) •
Nové Lublice •
Nové Sedlice •
Oldřišov •
Opava (Jaktař • Kateřinky • Komárov • Komárovské Chaloupky • Kylešovice • Malé Hoštice • Město • Milostovice • Podvihov • Předměstí • Pusté Jakartice • Suché Lazce • Vávrovice • Vlaštovičky • Zlatníky) •
Otice •
Píšť •
Pustá Polom •
Radkov •
Raduň •
Rohov •
Skřipov (Hrabství) •
Slavkov •
Služovice (Vrbka) •
Sosnová •
Staré Těchanovice (Jánské Koupele) •
Stěbořice (Jamnice • Nový Dvůr) •
Strahovice •
Sudice •
Svatoňovice •
Šilheřovice •
Štáblovice (Lipina) •
Štěpánkovice (Bílá Bříza • Svoboda) •
Štítina •
Těškovice •
Třebom •
Uhlířov •
Velké Heraltice (Košetice • Malé Heraltice • Sádek • Tábor) •
Velké Hoštice •
Větřkovice (Nové Vrbno) •
Vítkov (Jelenice • Klokočov • Lhotka • Nové Těchanovice • Podhradí • Prostřední Dvůr • Zálužné) •
Vršovice •
Vřesina •
Závada

### Změna hranice okresu
Do 1. ledna 2007 byly v okrese Opava také obce:
- Čavisov – poté okres Ostrava-město
- Dolní Lhota – poté okres Ostrava-město
- Horní Lhota – poté okres Ostrava-město
- Velká Polom – poté okres Ostrava-město

## Vodní toky
- Opava
- Moravice
- Budišovka
- Bílovka